# Marengo (Wisconsin)
Marengo es un pueblo ubicado en el condado de Ashland en el estado estadounidense de Wisconsin. En el Censo de 2010 tenía una población de 390 habitantes y una densidad poblacional de 2,08 personas por km².

## Geografía
Marengo se encuentra ubicado en las coordenadas 46°20′57″N 90°53′15″O / 46.34917, -90.88750. Según la Oficina del Censo de los Estados Unidos, Marengo tiene una superficie total de 187.56 km², de la cual 185.19 km² corresponden a tierra firme y (1.26%) 2.37 km² es agua.

## Demografía
Según el censo de 2010, había 390 personas residiendo en Marengo. La densidad de población era de 2,08 hab./km². De los 390 habitantes, Marengo estaba compuesto por el 97.18% blancos, el 0.51% eran afroamericanos, el 0.26% eran amerindios, el 0.51% eran asiáticos, el 0% eran isleños del Pacífico, el 0% eran de otras razas y el 1.54% pertenecían a dos o más razas. Del total de la población el 0% eran hispanos o latinos de cualquier raza.